# کلوپ پالومینو
کلوپ پالومینو (به انگلیسی: Palomino Club (Las Vegas)) یک کلوپ برهنگی در نوار شمالی لاس وگاس که از سال ۲۰۰۹ در اختیار آدام جنتیله قرار دارد.

## پیشینه کلوپ
کلوپ پالومینو در سال ۱۹۶۹توسط پُل پری در لاس‌وگاس با مجوز برای رقص به صورت برهنه به همراه ارائه مشروبات به فعالیت پرداخت. باشگاه تا سال ۲۰۰۳ در اختیار خانواده پری بود ولی آن سال جک پری پسر پُل پری یک نفر را به قتل رساند و به ۱۴ سال زندان محکوم شد مالکیت کلوپ از آن سال در اختیار لوئیس هیدالگو جونیور قرار گرفت از کارهای لوئیس هیدالگو ایجاد کلوپ رقص برهنگی مردانه به نام پالومینو استالیون برای جذب زنان بود. در سال ۲۰۰۵ لوئیس هیدالگو متهم به قتل یک از کارمندان به نام تیموتی هدلند شد و مجبور به فروش باشگاه به وکیل خود دومینیک جنتیله شد.دومینک جنتیله هم کلوپ پالومینو را به پسرش آدام جنتیله واگذار کرد. باشگاه پالومینو همه روزه از ساعت  pm 6:00 باز است. تا ساعت 5:00 am. به جز روزهای جمعه و شنبه از ساعت pm 6:00 تا ساعت 7:00 صبح.

## جنجال‌ها
صاحب کلوپ المپیک گاردن ادعا کرد مالکین کلوپ پالومینو و کلوپ چیتا با دادن ۵ تا ۲۵ دلار به تاکسیرانان مشتریان کلوپ او را می‌رباید.
در سال ۲۰۰۹ آدام جنتیله اجازه فیلمبرداری دربارهٔ یک فیلم ۳۰ دقیقه‌ای به نام پادشاه کلوپ‌ها را به شرکت پلی‌بوی تی‌وی می‌دهد این فیلم به تاریخچه کلوپ پالومینو می‌پردازد.